# Siderofiel element
Een siderofiel element is een scheikundig element dat niet goed met zuurstof of zwavel verbindt, en goed oplosbaar is in gesmolten ijzer. Deze ijzerminnende elementen zijn veel te vinden in ijzermeteorieten, planetoïden van de M-klasse en in de aardkern.
Siderofiele elementen zijn: goud, koolstof, kobalt, ijzer, germanium, iridium, molybdeen, nikkel, osmium, fosfor, palladium, platina, renium, rodium, ruthenium en tin.